# آئین‌گشسب
آئین‌گشسب نام سپهبدی در دورهٔ ساسانیان بود که هرمز چهارم او را به‌جنگ بهرام چوبین فرستاد و در نهایت به‌دست مردی که با پادرمیانی خود آئین‌گشسب از زندان آزاد شده بود، کشته شد.